# فینگه
فینگه (ترکی آذربایجانی: Fingə) یک منطقهٔ مسکونی در جمهوری آرتساخ است که در استان کاشاتاق واقع شده‌است.

## ریشه واژه
فین یا فن در زبان کردی به‌معنی سرد و گَه یا گاه پسوند مکان است و فینگه یعنی جای سرد.